# Hail! Minnesota
Hail! Minnesota (en español: ¡Salve! Minnesota) también conocido simplemeente como "Minnesota" en años anteriores, es el himno regional (o canción estatal) del estado estadounidense de Minnesota. Una variación se utiliza como canción escolar de la Universidad de Minnesota. Se originó en la universidad a principios del siglo XX, cuando algunos estudiantes decidieron honrar a su generación con una nueva canción. En 1945, la Legislatura del Estado de Minnesota aprobó la melodía como canción estatal.

## Historia
La canción fue compuesta por primera vez por Truman Rickard, estudiante de la Universidad de Minnesota, en 1904 y se estrenó el 28 de mayo. La segunda estrofa de la canción originalmente honraba al presidente de la universidad, Cyrus Northrop, conocido con el apodo de "Prexy". Northrop agradeció el gesto, pero prefirió que la canción reflejara a la universidad y al estado en lugar de a sí mismo. Arthur Upson, editor del periódico universitario, el Minnesota Daily, escribió una segunda estrofa.
En los años siguientes, la canción ganó popularidad e incluso se entonaba en los partidos de fútbol americano cada vez que se anotaba un touchdown. Sin embargo, la balada lenta resultó incongruente con el ambiente de un evento deportivo como ese, por lo que finalmente fue reemplazada por The "Minnesota Rouser". Rickard también escribió otra canción escolar, "Minnesota Fight".
La Banda de Música de la Universidad de Minnesota canta la canción al final de cada práctica y presentación, para que los aficionados al fútbol americano de los Golden Gopher que se queden para la presentación de la banda después del partido puedan escucharla. En el "Día de los Seniors" (el último partido de hockey en casa de la temporada), la Banda de Hockey de los Gopher les da una serenata a los seniors que se van después del partido.
A las generaciones mayores de niños de Minnesota se les enseñaba la canción en la escuela, pero esta práctica ha disminuido. Sin embargo, la canción se promocionó de nuevo en el marco de la celebración del sesquicentenario estatal en 2008, cuando los Cantantes de Cámara de la Escuela Secundaria Mahtomedi realizaron una grabación oficial para el Secretario de Estado en 2006.

## Letra

### Versión estatal (eninglés):
Minnesota, Hail to Thee,

Hail to Thee, our state so dear,

Thy light shall ever be

A beacon bright and clear.

Thy sons and daughters true

Will proclaim Thee near and far.

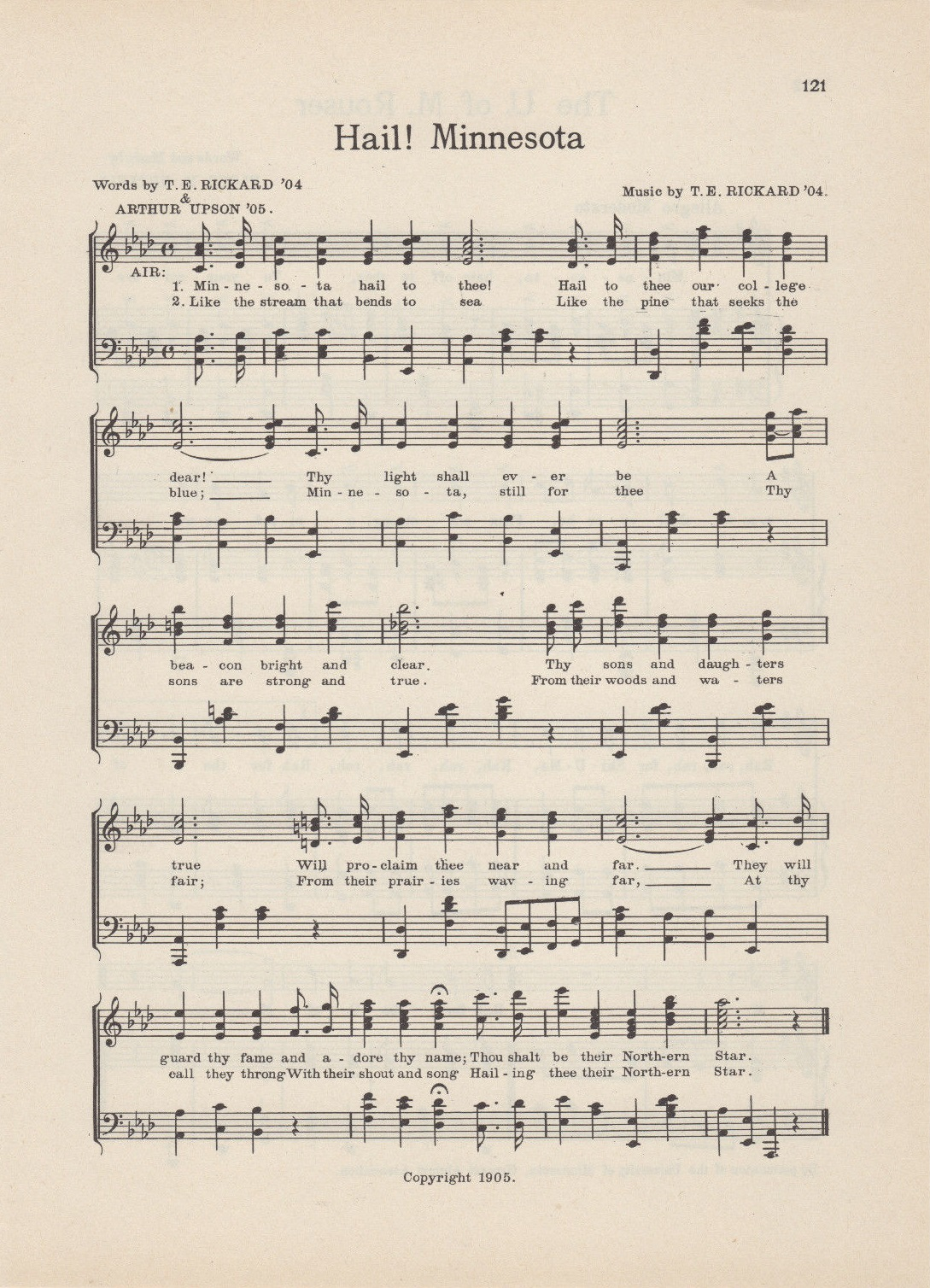
Partitura para la versión universitaria.

They shall guard Thy fame and adore Thy name;

Thou shalt be their Northern Star!

Like the stream that bends to sea,

Like the pine that seeks the blue;

Minnesota, still for Thee

Thy sons are strong and true!

From Thy woods and waters fair,

From Thy prairies waving far.

At Thy call they throng with a shout and song;

Hailing Thee their Northern Star!

### (enespañol):
Minnesota, ¡Salve a Ti!

¡Salve a Ti, nuestro querido estado!

Tu luz siempre será

un faro brillante y claro.

Tus hijos e hijas fieles

te proclamarán de cerca y de lejos.

Protegerán tu fama y adorarán tu nombre; 

¡serás su Estrella del Norte!

Como el arroyo que se inclina hacia el mar,

como el pino que busca el azul;

Minnesota, ¡aún para Ti

tus hijos son fuertes y fieles!

Desde tus hermosos bosques y aguas,

desde tus praderas ondeando a lo lejos.

A tu llamado se congregan con gritos y cánticos;

¡te saludan, su Estrella del Norte!

### Versión universitaria (eninglés):
Minnesota, Hail to Thee!

Hail to Thee, our College dear!

Thy light shall ever be

A beacon bright and clear.

Thy sons and daughters true

Will proclaim Thee near and far.

They will guard Thy fame

And adore Thy name;

Thou shalt be their Northern Star!

(Actualmente, el segundo verso es el mismo que la versión estatal, aunque originalmente honraba al presidente de la escuela)

Hail to Thee our Prexy, Sire,

Thou hast made us all Thine own,

And our hearts one boon aspire.

That our love may be Thy throne.

Throughout our future years

Naught can e'er Thy memory mar.

We will guard Thy fame

And adore Thy name,

Thou shalt be our Northern Star.

### (enespañol):
Minnesota, ¡Salve a Ti! 

¡Salve a Ti, querido Colegio!

Tu luz siempre será

un faro brillante y claro.

Tus hijos e hijas fieles

te proclamarán de cerca y de lejos.

Guardarán tu fama

y adorarán tu nombre;

¡serás su Estrella del Norte!

Salve a Ti, nuestro Señor, Señor,

nos has hecho a todos tuyos,

y nuestros corazones aspiran a una sola bendición.

Que nuestro amor sea tu trono.

En nuestros años futuros

nada podrá jamás manchar tu memoria.

Protegeremos tu fama

y adoraremos tu nombre;

serás nuestra Estrella del Norte.